# Tullstorps socken
Tullstorps socken i Skåne ingick i Vemmenhögs härad, uppgick 1967 i Trelleborgs stad och området ingår sedan 1971 i Trelleborgs kommun och motsvarar från 2016 Tullstorps distrikt.
Socknens areal är 13,05 kvadratkilometer varav 12,99 land. År 2000 fanns här 592 invånare. En del av tätorten Beddingestrand med Skateholm, orten Stora Beddinge samt kyrkbyn Tullstorp med sockenkyrkan Tullstorps kyrka ligger i socknen. 

## Administrativ historik
Socknen har medeltida ursprung. 
Vid kommunreformen 1862 övergick socknens ansvar för de kyrkliga frågorna till Tullstorps församling och för de borgerliga frågorna bildades Tullstorps landskommun. Landskommunen uppgick 1952 i Klagstorps landskommun som uppgick 1967 i Trelleborgs stad som ombildades 1971 till Trelleborgs kommun. Församlingen uppgick 2002 i Källstorps församling.
1 januari 2016 inrättades distriktet Tullstorp, med samma omfattning som församlingen hade 1999/2000.  
Socknen har tillhört län, fögderier, tingslag och domsagor enligt vad som beskrivs i artikeln Vemmenhögs härad. De indelta soldaterna tillhörde Södra skånska infanteriregementet, Vemmenhögs kompani och Skånska dragonregementet, Vemmenhögs skvadron, Borreby kompani.

## Geografi
Tullstorps socken ligger öster om Trelleborg och väster om Ystad vid Östersjökusten. Socknen är en odlad slättbygd på Söderslätt.

## Fornlämningar
Från stenåldern är cirka 25 boplatser funna. Från bronsåldern finns gravhögar. Från järnåldern finns gravar under flat mark i Skateholmsboplatsen. Runstenen Tullstorpstenen finns vid kyrkan. 

## Namnet
Namnet skrevs i mitten av 1100-talet Tolisthorpi och kommer från kyrkbyn. Efterleden är torp, 'nybygge'. Förleden innehåller mansnamnet Tulir.